# Lê Đức Thọ
Lê Đức Thọ (eredeti Phan Đình Khải, 1911. október 14.  – 1990. október 13. ) Nobel-békedíjas vietnámi  politikus.